# Sebastapistes mauritiana
Sebastapistes mauritiana és una espècie de peix pertanyent a la família dels escorpènids.

## Descripció
- Fa 8 cm de llargària màxima (normalment, en fa 5,4).[6][7]

## Hàbitat
És un peix marí, associat als esculls de corall i de clima tropical (16°N-28°S) que viu entre 0-10 m de fondària.

## Distribució geogràfica
Es troba des de l'Àfrica oriental fins a les illes Marqueses, Rapa (illes Australs), les illes Ryukyu, la Gran Barrera de Corall i Samoa.

## Observacions
És verinós per als humans.